# Amáranta
Amáranta är en ort i Grekland.   Den ligger i prefekturen Nomós Kilkís och regionen Mellersta Makedonien, i den norra delen av landet, 400 km norr om huvudstaden Aten. Amáranta ligger 217 meter över havet och antalet invånare är 471.
Terrängen runt Amáranta är kuperad söderut, men norrut är den platt. Terrängen runt Amáranta sluttar västerut. Runt Amáranta är det glesbefolkat, med 18 invånare per kvadratkilometer. Närmaste större samhälle är Drosáto, 2,7 km söder om Amáranta. Trakten runt Amáranta består till största delen av jordbruksmark.